# Saison 3 de La Vie secrète d'une ado ordinaire
Chronologie
Saison 2 Saison 4
Cet article présente le guide des épisodes de la troisième saison de la série télévisée La Vie secrète d'une ado ordinaire (The Secret Life of the American Teenager).

## Généralités
- Aux États-Unis, la série a été renouvelée le 12 janvier 2010 pour une saison complète par ABC Family[1] et sa diffusion a débuté le 7 juin 2010[2].
- Au Canada, la saison a été diffusée sur la chaîne MuchMusic.
- Au Québec, cette saison est diffusée depuis le 5 mars 2013 sur VRAK.TV.
- En France et en Suisse, les informations de diffusion ne sont pas disponibles.

## Distribution

### Acteurs principaux
- Shailene Woodley (VF : Jessica Monceau) : Amy Juergens
- Kenny Baumann (VF : Thomas Sagols) : Benjamin « Ben » Boykewich
- Mark Derwin (VF : Pascal Germain) : George Juergens : père d'Amy, Ashley et Robert
- India Eisley (VF : Camille Donda) : Ashley Juergens
- Greg Finley II (VF : Fabrice Fara) : Jack Pappas
- Daren Kagasoff (VF : Alexis Tomassian) : Richard « Ricky » Underwood
- Megan Park (VF : Karine Foviau) : Grace Kathleen Bowman
- Francia Raisa (VF : Marie Tirmont) : Adriana "Adrian" Lee
- Steven Schirripa (VF : Gérard Surugue) : Leo Boykewich, père de Ben
- Molly Ringwald (VF : Juliette Degenne) : Anne Juergens, mère d'Amy, Ashley et Robert

### Acteurs récurrents
- Scott Klace (V. F. : Philippe Dumond) : Milton
- Kelly Thiebaud (V. F. : Adeline Moreau) : Karlee
- Beverley Mitchell (V. F. : Sylvie Jacob) : Kaitlin O'Malley
- Randy Wayne (V. F. : Joachim Salinger) : Frank
- Ion Overman (V. F. : Nathalie Gazdic) : Ollie
- Tricia O'Kelley (V. F. : Françoise Rigal) : Camille Boykewich
- Annie Tedesco (V. F. : Léna Bréban) : Rachel

## Épisodes

### Épisode 1:Éternel recommencement
- États-Unis : 7 juin 2010 sur ABC Family
- Québec : 5 mars 2013 sur VRAK.TV
- France : 1er novembre 2013 sur Chérie 25

### Épisode 2:Face à ses responsabilités
- États-Unis : 14 juin 2010 sur ABC Family
- Québec : 12 mars 2013 sur VRAK.TV

### Épisode 3:Départ forcé
- États-Unis : 21 juin 2010 sur ABC Family
- Québec : 19 mars 2013 sur VRAK.TV

### Épisode 4:Ce n'est qu'un aurevoir
- États-Unis : 28 juin 2010 sur ABC Family
- Québec : 26 mars 2013 sur VRAK.TV

### Épisode 5:Une décision difficile
- États-Unis : 5 juillet 2010 sur ABC Family
- Québec : 2 avril 2013 sur VRAK.TV

### Épisode 6 Le choix d'Adriana
- États-Unis : 12 juillet 2010 sur ABC Family
- Québec : 9 avril 2013 sur VRAK.TV

### Épisode 7:New York, New York
- États-Unis : 19 juillet 2010 sur ABC Family
- Québec : 16 avril 2013 sur VRAK.TV

### Épisode 8:Silence
- États-Unis : 26 juillet 2010 sur ABC Family
- Québec : 23 avril 2013 sur VRAK.TV

### Épisode 9:Petits arrangements entre amis
- États-Unis : 2 août 2010 sur ABC Family
- Québec : 30 avril 2013 sur VRAK.TV

### Épisode 10:Un week-end inattendu
- États-Unis : 9 août 2010 sur ABC Family
- Québec : 7 mai 2013 sur VRAK.TV

### Épisode 11:Le Jeu des sentiments
- États-Unis : 16 août 2010 sur ABC Family
- Québec : 14 mai 2013 sur VRAK.TV

### Épisode 12:Douceur et amertume
- États-Unis : 23 août 2010 sur ABC Family
- Québec : 21 mai 2013 sur VRAK.TV

### Épisode 13:Nuit blanche
- États-Unis : 30 août 2010 sur ABC Family
- Québec : 28 mai 2013 sur VRAK.TV

### Épisode 14:Les Règles de l'engagement
- États-Unis : 6 septembre 2010 sur ABC Family
- Québec : 4 juin 2013 sur VRAK.TV

### Épisode 15:A qui faire confiance?
- États-Unis : 28 mars 2011 sur ABC Family

Adriana et Ben vont enfin découvrir le sexe de leur bébé. Tandis que Ricky fait le tour de l'école pour découvrir s'il n'a pas une MTS... Puisqu'Amy lui a dit que s'il ne le faisait pas il ne pourrait plus coucher ensemble.

### Épisode 16:Une mère de trop
- États-Unis : 4 avril 2011 sur ABC Family

### Épisode 17:Devine qui ne vient pas dîner ce soir?
- États-Unis : 11 avril 2011 sur ABC Family

### Épisode 18:L'Autre demande en mariage
- États-Unis : 18 avril 2011 sur ABC Family

### Épisode 19:Manipulations
- États-Unis : 25 avril 2011 sur ABC Family

### Épisode 20:Indécis
- États-Unis : 2 mai 2011 sur ABC Family

### Épisode 21:L'Amour n'a pas d'âge
- États-Unis : 9 mai 2011 sur ABC Family

### Épisode 22:Le Silence est d'or
- États-Unis : 16 mai 2011 sur ABC Family

### Épisode 23:Le Calme après la tempête
- États-Unis : 23 mai 2011 sur ABC Family

### Épisode 24:Encore sûrs de rien
- États-Unis : 30 mai 2011 sur ABC Family

### Épisode 25:Être...
- États-Unis : 30 mai 2011 sur ABC Family

### Épisode 26:...Ou ne pas être
- États-Unis : 6 juin 2011 sur ABC Family